# Tozinameran

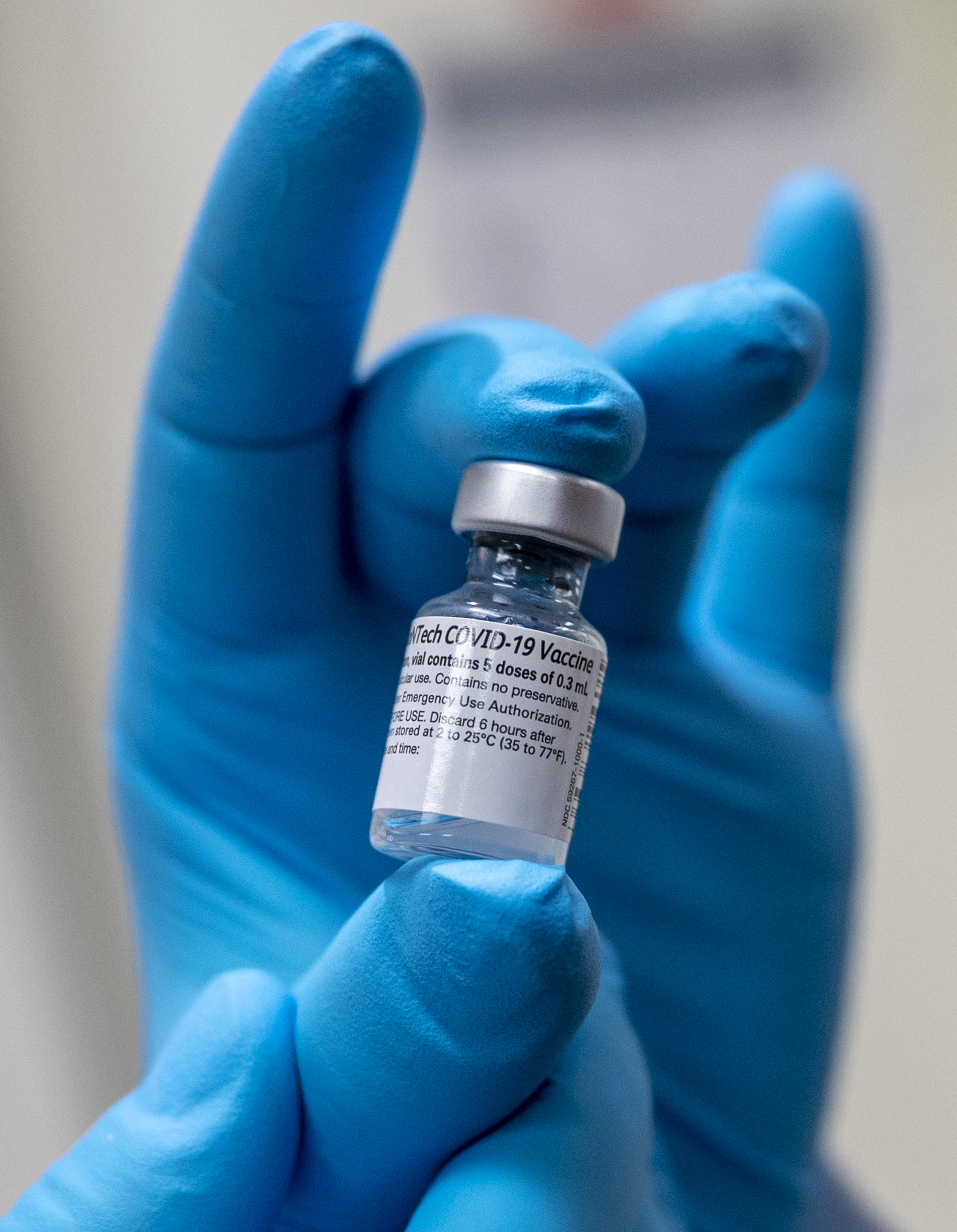
Fiolka produktu leczniczego Pfizer – BioNTech COVID-19

Szczepionka Pfizer–BioNTech przeciw COVID-19, międzynarodowa nazwa niezastrzeżona tozinameran, nazwa handlowa Comirnaty, nazwa kodowa BNT162b2 – szczepionka przeciw COVID-19 wyprodukowana w technologii szczepionek mRNA, opracowana przez przedsiębiorstwo BioNTech we współpracy z przedsiębiorstwem Pfizer.
Substancją aktywną szczepionki jest tozinameran, zmodyfikowane mRNA (modRNA), kodujące zmodyfikowaną formę glikoproteiny powierzchniowej wirusa SARS-CoV-2, umieszczone wewnątrz nanocząstek lipidowych.
Jest pierwszą szczepionką na COVID-19, która została zatwierdzona do masowego wykorzystania. Szczepionka podawana jest w formie iniekcji domięśniowej i wymaga dwóch dawek podawanych w odstępie trzech tygodni.

## Historia
Badania kliniczne zostały rozpoczęte w kwietniu 2020 roku. Do listopada 2020 roku szczepionka została przetestowana na ponad 43 tys. osób. Wstępna analiza badania wykazała, że szczepionka może mieć nawet 95% skuteczności w zapobieganiu zakażenia w ciągu siedmiu dni od podania drugiej dawki. Szczepionka została przebadana na tysiącach osób i stwierdzono iż zwiększone ryzyko zapalenia mięśnia sercowego po podaniu szczepionki Comirnaty jest najwyższe u młodszych osób płci męskiej. W dwóch szeroko zakrojonych europejskich badaniach farmakoepidemiologicznych stwierdzono zwiększone ryzyko u młodszych osób płci męskiej po podaniu drugiej dawki szczepionki Comirnaty. Nie określono dotychczas ryzyka zapalenia mięśnia sercowego po trzeciej dawce produktu leczniczego Comirnaty. Szczepionka została zatwierdzona do stosowania w Unii Europejskiej przez Europejską Agencję Leków (EMA), w Stanach Zjednoczonych przez Agencję Żywności i Leków (FDA) oraz w Wielkiej Brytanii przez Agencję Regulacyjną Leków i Produktów Opieki Zdrowotnej (MHRA). Najczęstszymi skutkami ubocznymi są lekkie bóle i obrzęk w okolicy iniekcji, zmęczenie oraz ból głowy. Poważne efekty uboczne, takie jak reakcje alergiczne, były do tej pory bardzo rzadkie. Nie zostały odnotowane jakiekolwiek długoterminowe powikłania. Jej zdolność do zapobiegania zakażenia u dzieci, kobiet w ciąży oraz osób z niedoborami odporności, jak również czas trwania działania immunologicznego jest aktualnie nieznany. Informacje na temat tych szczególnych przypadków, będą stopniowo uzyskiwane wraz z trwaniem badania klinicznego.
W grudniu 2020 roku tozinameran był w trakcie oceny pod kątem dopuszczenia do powszechnego stosowania w nagłych wypadkach, przez kilka światowych organów regulacyjnych ds. leków. Dopuszczenie do stosowania w nagłych wypadkach jest wymagane, ponieważ badania III fazy, prowadzone w sześciu krajach, mają monitorować wyniki pierwotne do sierpnia 2021, a wyniki wtórne do stycznia 2023 roku. Wielka Brytania była pierwszym krajem, który autoryzował szczepionkę na zasadzie użycia w nagłych wypadkach. W kolejnych krajach, takich jak Kanada, Kuwejt, Bahrajn, Arabia Saudyjska, Meksyk, Singapur, została zatwierdzona w ciągu tygodnia. Do 16 grudnia 2020 roku, w Wielkiej Brytanii, w ramach narodowego programu szczepiennego zaszczepionych zostało 138 tys. osób.
BioNTech jest twórcą szczepionki, natomiast Pfizer zapewnia logistykę, finanse i nadzór nad badaniami klinicznymi oraz jest partnerem produkcyjnym BNT162b2 na całym świecie, z wyjątkiem Chin, gdzie licencja na dystrybucję i produkcję została zakupiona przez Fosun. W listopadzie 2020 roku przedsiębiorstwo Pfizer wskazało, że do końca 2020 roku na świecie może być dostępnych 50 mln dawek i 1,3 mld dawek do połowy 2021 roku. Pfizer ma aktualnie podpisane umowy zakupu szczepionki w wysokości ok. 3 mld USD na dostarczenie licencjonowanej szczepionki w Stanach Zjednoczonych, Unii Europejskiej, Wielkiej Brytanii, Japonii, Kanadzie i Peru. Dystrybucja i przechowywanie BNT162b2 jest globalnym wyzwaniem logistycznym, ponieważ do kilku godzin przed każdym z dwóch wymaganych szczepień, szczepionka mRNA musi być przechowywana w temperaturze od –80 °C do –60 °C, mimo to w ulotce szczepionki Comirnaty można znaleźć informację, że dopuszczalne jest przechowywanie szczepionki w temperaturze 2–8 °C przez okres do 5 dni, co już jest mniejszym wyzwaniem logistycznym.
11 października 2022 r. prezes ds. rynków międzynarodowych firmy Pfizer, Janine Small, przyznała przed komisją Specjalną Parlamentu Europejskiego, że szczepionka sprzedawana przez Pfizer i BioNTech nie została przetestowana pod kątem przenoszenia COVID-19. Robert Roos, zastępca członka Europejskiej Grupy Konserwatystów i Reformatorów, umieścił później odpowiedź wideo kobiety na swoim koncie na Twitterze, stwierdzając również, że „podstawa prawna paszportu COVID została wyrzucona [przez te oświadczenia]”.

## Opracowanie i finansowanie
Szczepionka na chorobę zakaźną nigdy wcześniej nie została wyprodukowana w krótszym czasie niż kilka lat, na początku 2020 roku nie istniała też jak dotąd żadna szczepionka przeciwko chorobie wywołanej przez koronawirus u ludzi. W tym czasie istniał już szereg szczepionek na wywołane koronawirusami choroby zwierzęce, w tym zakaźne zapalenie oskrzeli kur czy infekcje wywoływane przez koronawirusy wśród krów, psów, kotów i świń.
Po odkryciu nowej odmiany koronawirusa, w grudniu 2019 roku, rozpoczęto prace nad jego sekwencjonowaniem. 12 stycznia 2020 roku Chiny przekazały Światowej Organizacji Zdrowia sekwencję genetyczną wirusa SARS-CoV-2, przyczyniając się do przyspieszenia międzynarodowej współpracy nad stworzeniem profilaktycznej szczepionki na COVID-19. W styczniu 2020 roku niemieckie przedsiębiorstwo biotechnologiczne BioNTech rozpoczęło swój program „Lightspeed”, mający na celu opracowanie szczepionki przeciwko COVID-19, na bazie technologii mRNA. W laboratorium w Moguncji zostały stworzone różne warianty szczepionki, spośród których wytypowano 20, które przedstawiono ekspertom w Instytucie Paula Ehrlicha w Langen.
Badanie fazy I/II w Niemczech, w którym udział wzięły cztery warianty szczepionki (BNT162a1, BNT162b1, BNT162b2 i BNT162c2), zostało rozpoczęte 23 kwietnia 2020 roku. Uczestniczyło w nim 456 osób, a szczepionka podawana była poszczególnym kohortom w dawkach 1 µg, 10 µg, 20 µg i 30 µg. Wariant 30 µg został wybrany jako kandydat do dalszych badań.
Badanie fazy I/II/III w Stanach Zjednoczonych zostało rozpoczęte 4 maja 2020 roku i składało się z dwóch części. W fazie I udział wzięło 195 osób, testowano dwa warianty szczepionki (BNT162b1 i BNT162b2). Oba warianty były testowane na grupach osób w wieku 18–55 lat i 65–85 lat, w dwóch dawkach po 10 µg, 20 µg lub 30 µg, podawanych w odstępie 21 dni. BNT162b2 dodatkowo została przetestowana w jednorazowym podaniu w dawce 100 µg. W toku fazy I, jako kandydata do fazy II/III, wytypowano BNT162b2 w dawce 30 µg. W fazie II/III, która rozpoczęła się w lipcu 2020 roku, udział wzięło 43 448 osób, które przyjęły BNT162b2, lub placebo. Rezultaty fazy III, które wskazały na 95% skuteczności BNT162b2, opublikowane zostały w listopadzie 2020 roku.
W marcu 2020 roku BioNTech otrzymało inwestycję w wysokości 135 mln USD od przedsiębiorstwa Fosun, w zamian za 1,58 mln udziałów w BioNTech oraz w przyszłości, prawa do tworzenia i marketingu BNT162b2 w Chinach, Hongkongu, Makau i Tajwanie. We wrześniu 2020 roku, niemiecki rząd przyznał BioNTech 375 mln euro na rozwój programu szczepionki. W tym czasie Pfizer pokrywał część kosztów związanych z jej opracowaniem. BioNTech otrzymało też finansowanie od Komisji Europejskiej oraz Europejskiego Banku Inwestycyjnego, sfinalizowane w czerwcu 2020 roku.

## Technologia szczepionki
Technologia szczepionki BioNTech oparta jest na użyciu zmodyfikowanego mRNA (modRNA), które koduje części glikoproteiny, znajdującej się na powierzchni wirusa SARS-CoV-2, co wywołuje odpowiedź immunologiczną przeciwko białkom wirusa.
BNT162b2 zostało wybrane przez BioNTech spośród czterech różnych wariantów szczepionki. W trakcie badań klinicznych fazy I BNT162b2 wyróżniło się bezpieczeństwem i mniejszą częstością występowania działań niepożądanych niż pozostałe warianty.

### Sekwencja
Sekwencja modRNA tozinameranu ma 4284 nukleotydy długości i masę około 1388 kDa. Nie zawiera urydyny, która zastąpiona została 1-metylo-3′-pseudourydyną. Sekwencja składa się z:
- czapeczki 5′ (m7G – metylowana guanina) (zasada 0)
- regionu 5′ niepodlegającemu translacji, pochodzącemu z ludzkiej alfa-globiny (5′UTR) (zasady 1-54)[potrzebny przypis]
- regionu kodującego białko sygnałowe (zasady 55-102)[potrzebny przypis]
- sekwencji kodującej zmodyfikowaną wersję glikopeptydu powierzchniowego wirusa SARS-CoV-2 zawierającej dwie substytucje proliny (K986P i V987P oznaczone jako "P2 S"). Te dwie mutacje zapewniają, że białko S pozostaje w antygenowo optymalnej konformacji sprzed fuzji. (zasady 103-3879)[potrzebny przypis]
- regionu 3′ niepodlegającemu translacji (3′UTR) (zasady 3880-4174)[potrzebny przypis]
- ogona poli(A), zawierającego 30 zasad adenozyny, sekwencję 10 nukleotydów łączących oraz 70 zasad adenozyny (zasady 4175-4284)[potrzebny przypis]

Na dzień 3 stycznia 2021 roku, producent nie podał do publicznej wiadomości jednoznacznej struktury nukleotydowej ani chemicznej tozinameranu (składnika czynnego szczepionki Comirnaty) mimo dopuszczenia leku do użytku, co może utrudniać sprawdzenie jakości produktu w drodze badań jakości przez polskie podmioty kontrolne (np.: Główny Inspektorat Farmaceutyczny). Dostępny jest jedynie ogólny opis tozinameranu.

### Skład
Szczepionka zawiera następujące nieaktywne substancje pomocnicze:
- ALC-0315 – bis(2-heksylodekanian) ((4-hydroksybutylo)azanodiylo)bis(heksano-6,1-diylu)

ALC-0315

ALC-0315 jest lipidem kationowym i jest niezbędny w procesie tworzenia się nanocząstek lipidowych (liposomów). Ma właściwości ułatwiające wniknięcie nanocząstki do wnętrza komórek i uwolnienie z niej mRNA do cytozolu komórki.
W procesie tworzenia szczepionki, do wodnego roztworu mRNA dodaje się etanolowy roztwór mieszaniny lipidów, zawierający m.in. ALC-0315. ALC-0315 jest aminą o właściwościach zasadowych i oddziałuje z ujemnie naładowanymi grupami fosforanowymi cząsteczek mRNA. Skutkuje to otoczeniem mRNA przez ALC-0315 i w rezultacie uformowanie się nanocząstki lipidowej zawierającej w środku mRNA.

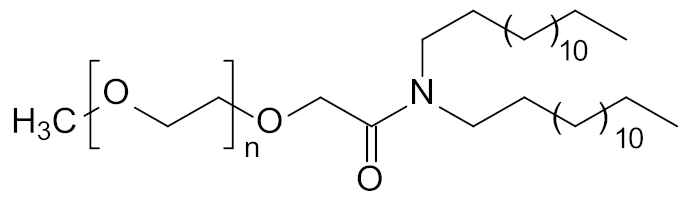
ALC-0159

- ALC-0159 – 2-[(glikol polietylenowy)-2000]-N,N-ditetradecyloacetamid

ALC-00159 jest lipidem PEG-ylowanym, którego funkcją jest utworzenie powłoki hydrofilowej, która stabilizuje nanocząstkę lipidową i zapobiega nieswoistemu wiązaniu się z białkami. Poprawia to stabilność szczepionki i ułatwia jej przechowywanie.
- DSPC – 1,2-distearoylo-sn-glycero-3-fosfocholina

DSCP jest fosfolipidem dodawanym w celu stabilizacji struktury dwuwarstwy lipidowej nanocząstki. Lipidy kationowe (ALC-0315) mają tendencję do tworzenia struktur niedwuwarstwowych, czemu zapobiega dodanie DSCP.
- Cholesterol

Cholesterol poprawia mobilność cząsteczek lipidów w obrębie dwuwarstwy lipidowej, co przyczynia się do stabilizacji struktury nanocząstki lipidowej.
- Sole nieorganiczne: wodorofosforan sodu Na
2HPO
4, diwodorofosforan potasu(inne języki) KH
2PO
4, chlorek potasu, KCl, chlorek sodu NaCl.
- Sacharoza
- Woda do iniekcji

Bezpośrednio przed podaniem, szczepionkę ogrzewa się do temperatury pokojowej i rozcieńcza roztworem soli fizjologicznej.

## Proces produkcyjny
Pfizer produkuje szczepionkę we własnych ośrodkach w trzyfazowym procesie.
W pierwszej fazie odbywającej się w laboratorium w Saint Louis, przeprowadza się klonowanie plazmidów DNA kodujących glikoproteinę powierzchniową, poprzez wstrzyknięcie ich do bakterii Escherichia coli. Po czterech dniach wzrostu bakterie są zabijane i rozbijane, a zawartość ich komórek jest oczyszczana przez półtora tygodnia, aby uzyskać pożądane DNA. Następnie DNA jest przechowywane we fiolkach i zamrażane do transportu. Bezpieczne i szybkie przewiezienie DNA na tym etapie jest tak ważne, że Pfizer używa do transportu firmowego odrzutowca i helikoptera.
Druga faza przeprowadzana jest w fabrykach w Andover, Massachusetts i w Niemczech. DNA jest używane jako matryca do budowy pożądanego mRNA. Kiedy mRNA jest już wytworzone i oczyszczone, zostaje zamrożone w plastikowych torbach. Jedna torba mieści od 5 do 10 milionów dawek szczepionki. Torby są następnie transportowane ciężarówkami do następnej fabryki.
Trzecia faza przeprowadzana jest w Kalamazoo w Michigan i w Puurs, w Belgii. W tej fazie odbywa się łączenie mRNA z lipidami, wypełnianie fiolek, pakowanie fiolek i mrożenie ich. Dostawcą niezbędnych lipidów jest Avanti Polar Lipids, spółka zależna Croda International. Etapem najbardziej ograniczającym cały proces produkcyjny jest łączenie mRNA z lipidami.